# Newcomer (Nunatak)
Der Newcomer (englisch; polnisch Przybysz ‚Neuling‘) ist ein 685 m hoher Nunatak in den Arctowski Mountains von King George Island im Archipel der Südlichen Shetlandinseln. Er ragt aus dem Gniezno-Gletscher auf.
Polnische Wissenschaftler benannten ihn 1980.